# Temmincks dikbekje
Temmincks dikbekje (Sporophila falcirostris) is een zangvogel uit de familie Thraupidae (tangaren). De vogel werd in 1820 door Coenraad Jacob Temminck als Pyrrhula falcirostris voor het eerst geldig beschreven. In diverse andere talen, waaronder het Nederlands, is de vogel vernoemd naar de soortauteur.

## Verspreiding en leefgebied
Deze soort komt voor in de laaglanden van zuidoostelijk Brazilië, Paraguay en noordoostelijk Argentinië.